# Metallochlora tenuilinea
Metallochlora tenuilinea är en fjärilsart som beskrevs av W. Warren 1896. Metallochlora tenuilinea ingår i släktet Metallochlora och familjen mätare. Inga underarter finns listade i Catalogue of Life.